# Oberlin (Ohio)
Oberlin is een klein stadje in de Amerikaanse staat Ohio en telt 8.286 inwoners (2010).
Oberlin ligt in Lorain County, ten zuidwesten van Cleveland. Oberlin is vooral bekend vanwege Oberlin College, een elitair liberal arts college met daaraan verbonden een vermaard conservatorium en het Allen Memorial Art Museum. Oberlin College heeft zo'n drieduizend studenten.

## Plaatsen in de nabije omgeving
De onderstaande figuur toont nabijgelegen plaatsen in een straal van 16 km rond Oberlin.